# 強尼·凡德·米爾
強尼·山繆爾·凡德·米爾（英語：John Samuel Vander Meer，1914年11月2日—1997年10月6日），為美國職棒大聯盟的投手。生涯曾效力過紅人、小熊與印地安人等隊。米爾最著名的事蹟就是他是唯一一個連續2場先發都投出無安打比賽的投手。不過他在生涯後期控球狀態不穩，導致後期表現不穩定。

## 職棒生涯

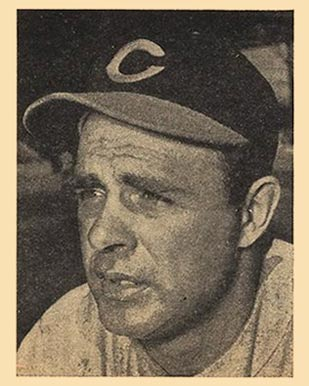
1940年的米爾

1937年4月22日，22歲的米爾登上大聯盟。這年他主要都待在小聯盟，一直到9月才回到大聯盟。1938年6月11日，他面對蜜蜂隊(今勇士隊)投出無安打比賽。4天後，他面對道奇隊再度投出無安打比賽，成為大聯盟唯一一位連兩場先發都投出無安打比賽的投手。
他也因為這兩場亮眼的表現而入選明星賽，並成為國聯明星隊的先發投手。他在明星賽上投了3局僅被敲出1支安打無失分，最後國聯4比1拿下勝利。整季他拿下15勝10敗，防禦率為3.12。要不是他在賽季最後一個月去醫院治療癤子，否則他有機會拿下更多勝投。
1939年春訓，米爾在投手丘上滑倒受傷。整季他只拿下5勝9敗，防禦率4.67。1940年，他的控球開始出現問題。因此他在季中被下放小聯盟調整，最後他在9月回到大聯盟拿下3勝1敗，紅人也成功晉級世界大賽。米爾只在第五場球隊落後7分時上場擔任敗戰處理，最後紅人4勝3敗拿下世界大賽冠軍。
1941年，米爾拿下16勝12敗，並投出6次完封，202次三振更是聯盟第一。1941年6月6日，他投出一場一安打的比賽。而米爾認為那是裁判誤將失誤判成安打所致，否則應該是一場無安打比賽。1942年，米爾成功入選明星賽，整季他拿下18勝12敗，並再度成為三振王。
1943年，米爾投出15勝16敗，不過他連三年成為三振王。1944年，米爾加入美軍服役。後來米爾在1946年回到大聯盟，不過身手不復以往。1947年，他的隊友埃維爾·布萊克威爾差點成為第二位連兩場比賽投出無安打比賽的投手。1948年，米爾拿下17勝14敗，之後他在1950年2月被交易到小熊。他在小熊待了一年後被釋出，並加入印地安人。不過他只在印地安人出賽一場比賽，並在6月30日被球隊釋出。
接著米爾一路在小聯盟打到40歲，1952年，他在小聯盟再次投出無安打比賽。

## 生涯投球成績
| 勝投 | 敗投 | 防禦率 | 出賽場次 | 先發 | 完投 | 完封 | 投球局數 | 安打 | 失分 | 自責分 | 全壘打 | 保送 | 三振 | 暴投 | 觸身球 |
| ---- | ---- | ------ | -------- | ---- | ---- | ---- | -------- | ---- | ---- | ------ | ------ | ---- | ---- | ---- | ------ |
| 119  | 121  | 3.44   | 346      | 286  | 131  | 29   | 2104.2   | 1799 | 915  | 805    | 100    | 1132 | 1294 | 37   | 21     |

## 晚年
米爾在40歲退休後，便轉往紅人小聯盟執教10個賽季。1962年，米爾正式從棒球界退休，後來他開始經營釀酒事業。1958年，他入選紅人隊名人堂。最後他在1997年10月6日去世，享壽82歲。

## 外部連結
- 球員資訊和成績在MLB，ESPN，Baseball-Reference，Fangraphs（英文）

| 前任： Bill Dietrich | 投出無安打比賽的投手 1938年6月11日 1938年6月15日 | 繼任： Monte Pearson |